# Jack White (kosárlabdázó)
Jackson Thomas White (Traralgon, 1997. augusztus 5. –) ausztrál válogatott kosárlabdázó, az Oklahoma City Thunder játékosa a National Basketball Associationben (NBA).
2016-ban lépett először pályára az ausztrál bajnokságban, amit követően a Duke Egyetemre igazolt az Egyesült Államokba, ahol négy évig játszott és csapatkapitány is lett. Egyetemi pályafutása végén és egy sikertelen NBA-drafttal később visszatért Ausztráliába, a Melbourne United játékosaként. 2022-ben szerződtette le a Nuggets.
Utánpótlás szinten több válogatottban is képviselte szülőhazáját, ezüstérmes lett az U17-es világbajnokságon 2014-ben és bronzérmes a 2019-es universiade tornán. A 2023-as világbajnokság selejtezői során mutatkozott be a felnőtt válogatottban.

## Statisztika

### Egyetem
| Év        | Csapat           | JM  | KM | JP/M | MG%  | 3P%  | BD%   | LP/M | GP/M | L/M | B/M | P/M |
| --------- | ---------------- | --- | -- | ---- | ---- | ---- | ----- | ---- | ---- | --- | --- | --- |
| 2016–2017 | Duke Blue Devils | 10  | 0  | 6,1  | .667 | .500 | .800  | 1,3  | 0,1  | 0,1 | 0,2 | 2,1 |
| 2017–2018 | Duke Blue Devils | 28  | 0  | 5,7  | .409 | .167 | 1.000 | 1,5  | 0,3  | 0,3 | 0,2 | 0,8 |
| 2018–2019 | Duke Blue Devils | 35  | 3  | 20,5 | .359 | .278 | .852  | 4,7  | 0,7  | 0,6 | 1,1 | 4,1 |
| 2019–2020 | Duke Blue Devils | 30  | 7  | 15,6 | .388 | .327 | .722  | 2,9  | 0,8  | 0,7 | 0,7 | 3,1 |
| Karrier   | Karrier          | 103 | 10 | 13,6 | .384 | .288 | .807  | 3,0  | 0,6  | 0,5 | 0,7 | 2,7 |

### NBL
| Év        | Csapat           | JM | JP/M | MG%  | 3P%  | BD%  | LP/M | GP/M | L/M | B/M | P/M |
| --------- | ---------------- | -- | ---- | ---- | ---- | ---- | ---- | ---- | --- | --- | --- |
| 2015–2016 | Cairns Taipans   | 1  | 4,0  | .000 | –    | –    | 0,5  | 0,0  | 0,0 | 0,0 | 0,0 |
| 2020–2021 | Melbourne United | 11 | 22,4 | .494 | .303 | .737 | 5,9  | 1,0  | 0,7 | 1,9 | 9,1 |
| 2021–2022 | Melbourne United | 26 | 23,4 | .551 | .313 | .673 | 6,4  | 1,0  | 0,6 | 0,8 | 9,5 |
| Karrier   | Karrier          | 38 | 16,6 | .348 | .308 | .705 | 4,3  | 0,7  | 0,4 | 0,9 | 6,2 |

### NBA
| Év        | Csapat         | JM | KM | JP/M | MG%  | 3P%  | BD%  | LP/M | GP/M | L/M | B/M | P/M |
| --------- | -------------- | -- | -- | ---- | ---- | ---- | ---- | ---- | ---- | --- | --- | --- |
| 2022–2023 | Denver Nuggets | 17 | 0  | 3,9  | .421 | .333 | .667 | 1,0  | 0,2  | 0,2 | 0,1 | 1,2 |
| Karrier   | Karrier        | 17 | 0  | 3,9  | .421 | .333 | .667 | 1,0  | 0,2  | 0,2 | 0,1 | 1,2 |